# Objet petit a
Na teoria psicanalítica de Jacques Lacan, objet petit a representa o objeto inatingível do desejo . Às vezes é chamado de objeto de causa do desejo. Lacan sempre insistiu que o termo deveria permanecer sem tradução, "adquirindo assim o status de um signo algébrico".

## Origens
Jacques-Alain Miller, protegido de Lacan, remonta a ideia aos Três Ensaios sobre a Teoria da Sexualidade, de Sigmund Freud, a partir dos quais Karl Abraham desenvolve a noção de parte-objeto, um conceito desenvolvido por sua aluna, Melanie Klein, que por sua vez inspirou a ideia de Donald Winnicott do objeto de transicional.

## Desenvolvimento lacaniano
Nos seminários de Lacan do final dos anos 1950 e começo dos anos 1960, o conceito em evolução do objeto (petit) a é visto no matema da fantasia como o objeto do desejo buscado no outro.
Em 1957, em seu Seminário Les Formations de l'inconscient, Lacan introduz o conceito de objet petit a como o objeto parcial imaginário (kleiniano), um elemento que é imaginado como separável do resto do corpo. No Seminário Le transfert (1960-1961) ele articula o objeto a com o termo agalma (do grego, ornamento). Assim como o agalma é um objeto precioso escondido em uma caixa sem valor, o objet petit a é o objeto de desejo que buscamos no Outro. A caixa pode assumir muitas formas, todas sem importância, a importância está no que está dentro da caixa, a causa do desejo.
Nos Seminários L'angoisse (1962-1963) e Os Quatro Conceitos Fundamentais da Psicanálise (1964), o objet petit a é definido como a sobra, o resquício deixado pela introdução do Simbólico no Real. A definição é aprofundada no Seminário O Outro Lado da Psicanálise (1969-1970), onde Lacan elabora seus Quatro discursos. No discurso do Mestre, um significante tenta representar o sujeito para todos os outros significantes, mas sempre se produz um excedente: esse excedente é o objet petit a, um excedente de sentido, um excedente de jouissance.
Slavoj Žižek explica este objet petit a em relação ao MacGuffin de Alfred Hitchcock: "MacGuffin é obejt petit a puro e simples: a falta, a permanência do Real que põe em ação o movimento simbólico de intepretação, um buraco no centro da ordem simbólica, a mera aparência de algum segredo a ser explicado, interpretado, etc".

## Hierarquia doobjeto (a)
Falando da queda do a, Lacan observou que "a diversidade de formas assumidas por esse objeto da queda deve estar relacionada ao modo como o desejo do Outro é apreendido pelo sujeito". A forma mais primitiva é "algo que se chama seio (...) este seio em sua função de objeto, o objet a, é a causa do desejo".
Em seguida, surge a segunda forma: o objeto anal. "Conhecemo-lo pela fenomenologia do dom, o presente oferecido na angústia". A terceira forma surge "no nível do ato genital (...) [onde] o ensinamento freudiano, e a tradição que o manteve, situa para nós o abismo da castração".
Lacan também identificou “a função do petit a no nível da pulsão escopofílica. Sua essência se realiza na medida em que, mais do que em qualquer outro lugar, o sujeito é cativo da função do desejo". O termo final refere-se ao "petit a fonte do superego (...) o quinto termo da função de petit a, por meio do qual se revelará a gama do objeto em sua relação — pré-genital — com a demanda do — pós-genital — Outro".

## Analista e oa
Para que a transferência ocorra, o analista deve incorporar o a para o analisando: "analistas que o são apenas na medida em que são objeto — o objeto do analisando". Para Lacan, “não basta que o analista suporte a função de Tirésias. Ele também deve, como Apollinaire nos diz, ter seios" — deve representar ou incorporar o objeto (ausente) do desejo.
Trabalhar através da transferência a partir de então implica mover-se além da função do a: o "analista tem que (...) ser o suporte do a que separa", para permitir que a análise seja eventualmente completada. "Se o analista durante a análise vier a ser esse objeto, ele também não o será no final da análise. Ele se submeterá ao destino de qualquer objeto que represente a, ser descartado".